# Siegmund Hanover
Siegmund Simon Adolf Hanover (geboren am 19. August 1880 in Wandsbek, Provinz Schleswig-Holstein; gestorben  1964 in Haifa, Israel) war ein deutsch-amerikanischer Rabbiner.

## Leben und Wirken
Hanover war der Sohn des Rabbiners und seiner Frau Rosa, geborene Hirsch.  Er besuchte die Volksschule und das Gymnasium in Wandsbek. Er studierte in Halberstadt und Hamburg, 1900 und von 1901 bis 1903 das Rabbinerseminar zu Berlin. 1903 promovierte er in Jena zum Festgesetz der Samaritaner.  
Von 1906 bis 1920 wirkte er als zweiter orthodoxer Rabbiner in Köln, seit August 1913 als Vorsitzender des Rheinischen Rabbinerverbandes. Im Ersten Weltkrieg war er von 1917 bis 1918 Etappenrabbiner der 10. Armee in Kowno, von 1920 bis 1938/39 Bezirksrabbiner für Unterfranken und Rabbiner der Israelitischen Kultusgemeinde in Würzburg. Er war Kuratoriumsvorsitzender und Lehrer an der Israelitischen Lehrerbildungsanstalt (ILBA) in Würzburg. 1926 gründete er eine Ortsgruppe des Jüdisch-Neutralen Jugendbunds.
1932 starb seine Frau Klara, geborene Deutsch (geboren 1889), 1933 heiratete er Ernestine, geborene Deutsch (geboren 1888). 
Im November 1938 flüchtete er vor den Verfolgungen durch die Nationalsozialisten aus Würzburg nach Frankfurt am Main, bis zum 4. Dezember 1938 wurde er im KZ Buchenwald inhaftiert. Mit Hilfe von Curt Silberman gelang ihm im März 1939 die Flucht in die USA mit einem Non-Quota-Visum. Von 1940 bis 1963 war er Rabbiner der Einwanderergemeinde „Shaare Hatikvah“ in New York City, deren Mitbegründer er war.
1963 ging Hanover in den Ruhestand und kurz danach nach Israel.

## Werke (Auswahl)
- Das Festgesetz der Samaritaner nach Ibrāhīm ibn Yaʿqūb. Edition und Übersetzung seines Kommentars zu Lev. 23. Dissertation Jena 1904.
- Moses und Korah. In: Jüdisches Wochenblatt. Koln/Berlin/Frankfurt, 11. Juni 1926.